# Charles M. Rice
Charles Moen Rice (Sacramento, Califórnia, 25 de agosto de 1952) é um virologista estadunidense com a principal área de pesquisa sendo o vírus da hepatite C. É professor de virologia da Universidade Rockefeller.
Rice é fellow da Associação Americana para o Avanço da Ciência, membro da Academia Nacional de Ciências dos Estados Unidos e foi presidente da American Society for Virology de 2002 a 2003. Recebeu o Prêmio Lasker-DeBakey de Pesquisa Médico-Clínica de 2016, juntamente com Ralf Bartenschlager e Michael J. Sofia. Juntamente com Michael Houghton e Harvey J. Alter recebeu o Nobel de Fisiologia ou Medicina de 2020 "pela descoberta do vírus da hepatite C".

## Formação e carreira
Rice graduou-se com um bacharelado em zoologia na Universidade da Califórnia em Davis em 1974. Obteve um PhD em bioquímica em 1981 no Instituto de Tecnologia da Califórnia (Caltech), onde estudou vírus RNA no laboratório de James Strauss. Permaneceu no Caltech por quatro anos para pesquisas de pós-doutorado. Foi depois para a Washington University School of Medicine como professor assistente em 1986, onde permaneceu até 2001.
Rice é Maurice R. and Corinne P. Greenberg Professor na Universidade Rockefeller desde 2001. É também professor adjunto da Washington University School of Medicin e Universidade Cornell. Serviu em comitês da Food and Drug Administration, Institutos Nacionais da Saúde e Organização Mundial da Saúde.
Foi editor do Journal of Experimental Medicine de 2003 a 2007, Journal of Virology de 2003 a 2008 e PLOS Pathogens de 2005 até a atualidade. É autor de mais de 400 publicações revisadas por pares.

## Pesquisa
Enquanto estava no Caltech esteve envolvido na pesquisa do genoma do vírus Sindbis e no estabelecimento dos flavivírus como sua própria família de vírus. A cepa do vírus da febre amarela que ele usou para este trabalho acabou sendo usada para o desenvolvimento da vacina contra a febre amarela. Isso o levou a trabalhar com o vírus da hepatite C, pelo qual ganhou muitos prêmios.

## Prêmio e distinções
- 1986 bolsa The Pew Charitable Trusts
- 2004 eleito fellow da Associação Americana para o Avanço da Ciência
- 2005 eleito membro da Academia Nacional de Ciências dos Estados Unidos
- 2015 Prêmio Robert Koch
- 2016 Prêmio Saúde InBev-Baillet Latour[6]
- 2016 Prêmio Lasker-DeBakey de Pesquisa Médico-Clínica
- 2020 Nobel de Fisiologia ou Medicina[4]